# Loučka, Zlín
Loučka là một làng thuộc huyện Zlín, vùng Zlínský, Cộng hòa Séc.